# 東京都交通局6500型電力動車組
東京都交通局6500型電力動車組（日语：／ Tōkyōto kōtsūkyoku 6500-gata densha */?）是東京都交通局（都營地下鐵）都營三田線的新型車輛，也是三田線首款8輛編成的列車。由於用來取代6300型的1及2次車，所以只製造了13列，2022年5月14日起投入服務，並以1換1方式取替6300型。

## 簡介
此款列車是自三田線於2000年引入6300型3次車後，相隔超過20年後再有新列車投入服務。與前代列車不同的是，此款列車是三田線首款8輛編成的列車，是三田線8輛化的重要一環，用於提高運力以及相鐵線直通。

## 車內
此列車每卡都會設置輪椅及嬰兒車空間，並且擴大了車門附近的空間，以方便繁忙時間能夠有更多人上落車，車廂內安裝了更多扶手及更大的行李架。列車座位比以往的列車寬闊，車門上設有LCD顯示屏，能夠提供多種語言的資訊，以方便外國人士，車廂內更提供免費Wi-Fi服務。

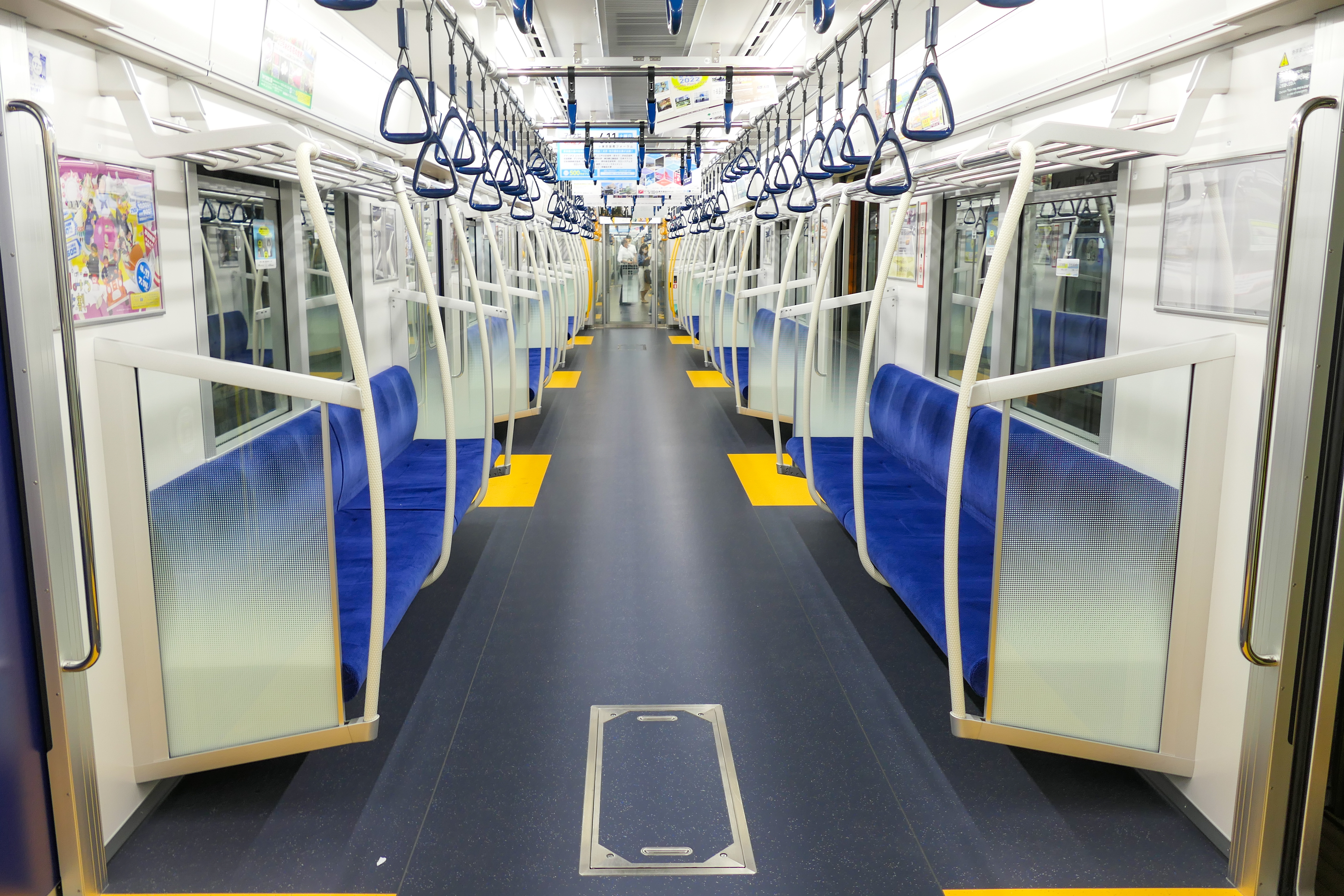
車内
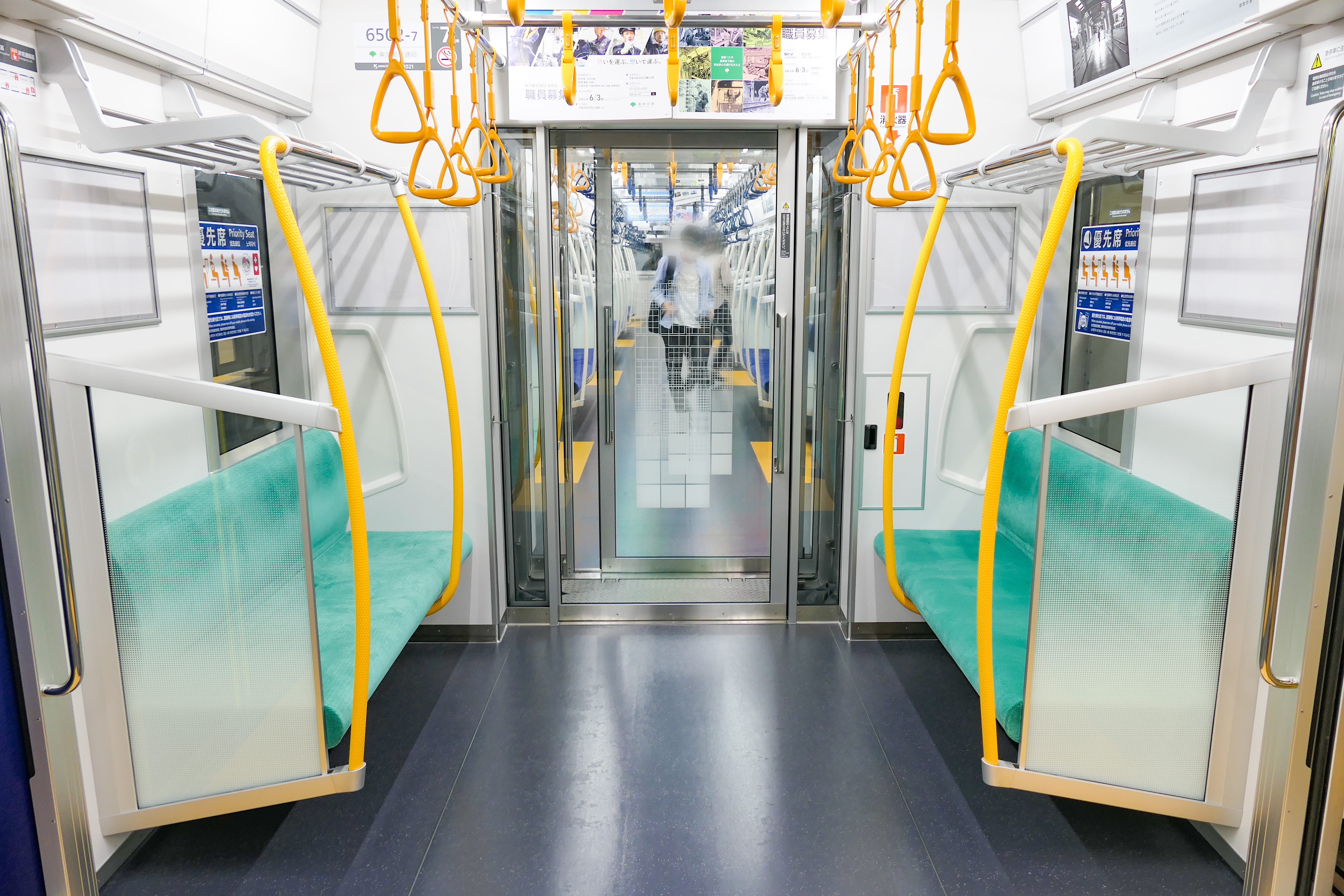
優先席
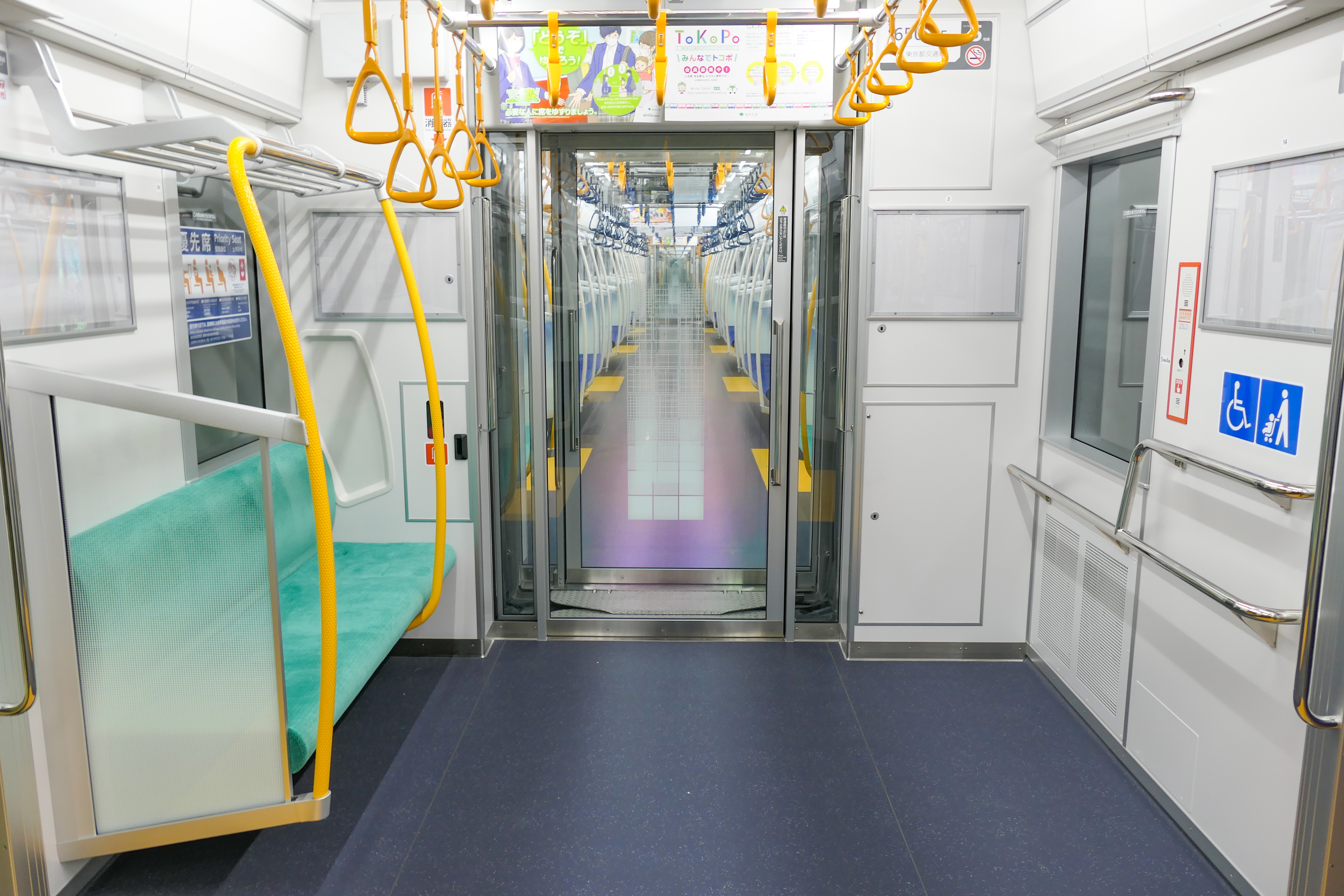
優先席與自由空間
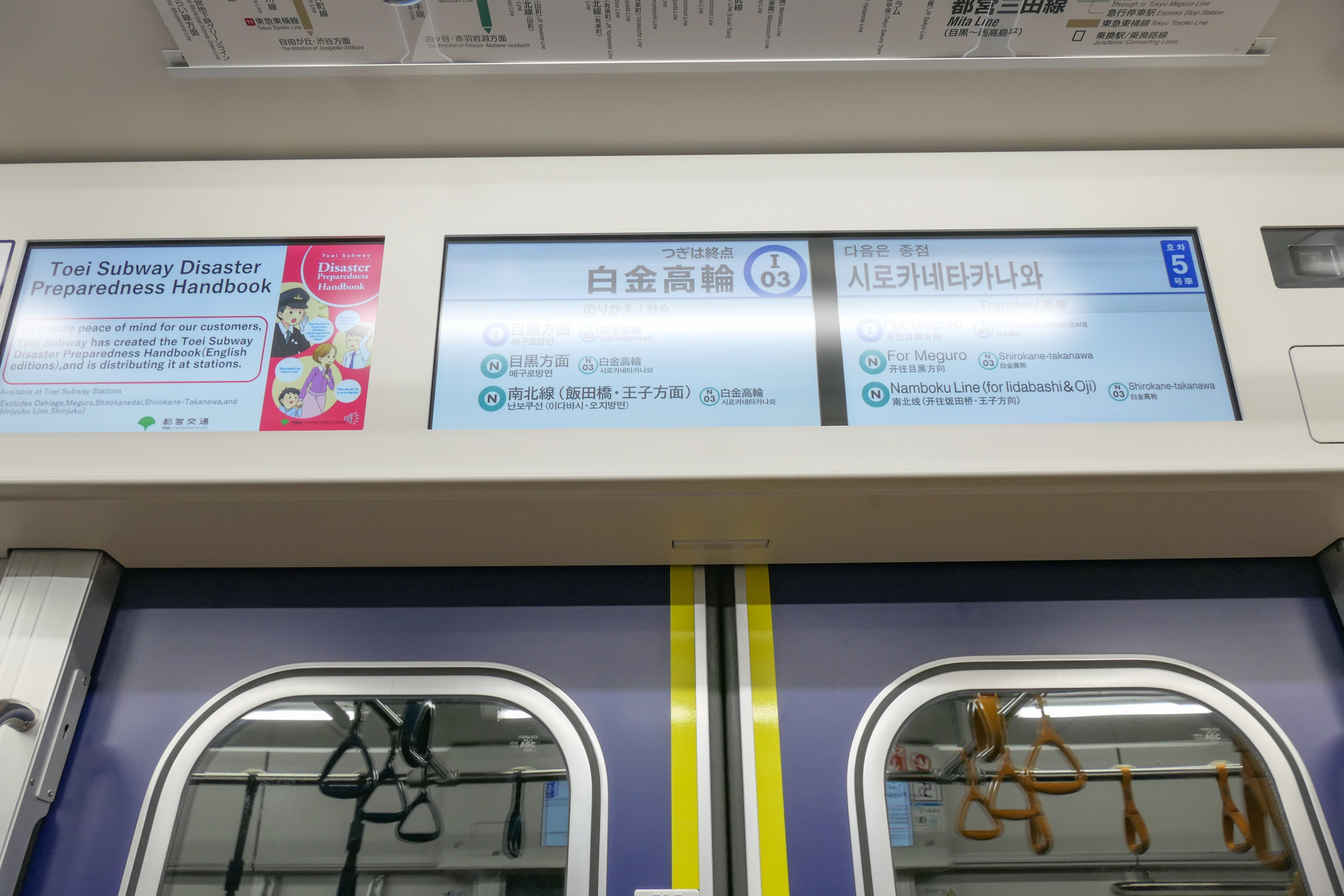
車内資訊表示器
側面目的地表示器

## 機器
列車使用了LED車內照明，控制系統使用了減低耗損的SiC-VVVF元件，可延長列車的壽命。列車更設置了都營地下鐵首次使用的車輛訊息管理裝置，能夠將列車的實時數據傳送給車輛基地。車廂內設置了閉路電視以防止犯罪行為。

## 歷史
- 2020年（令和2年）
  - 10月25日，列車停放於近畿車輛工場時被人偷拍，由於東京都交通局事前沒有公布任何列車圖片，並且工場是禁止拍攝的。所以列車是首次亮相，並引起網民討論。[5]
  - 10月29日，東京都交通局公布此列車，並且宣布同年11月會開始測試新列車。[1][6]
  - 11月1日，首列列車從近畿車輛由EF65 2096號機甲種輸送。[7]
  - 11月3日，首列列車到達越谷貨物站（日语：越谷貨物駅）後陸送往志村車輛基地。[8]
  - 11月18日，向職員展示此列車。[9]
  - 11月19日，列車於車輛基地的試車線上試車。[9]
- 2021年（令和3年）
  - 3月12日，6501編成於11日收車後前往新木場車輛基地。[10]

## 運用
2022年5月14日起開始運用，翌日起亦開始行駛東急目黑線。。